# Abbey D'Agostino
Abbey D'Agostino (25 de maig de 1992) és una corredora de mitjana i llarga distància americana. D'Agostino és l'atleta més condecorada a la lliga atlètica d'Ivy sobre pista i terra i també de curses camp a través. És la primera dona corredora de Dartmouth en guanyar el títol NCAA. Ha guanyat un total de set títols NCAA (1 camp a través, 4 en pista interior i 2 en pista exterior). El 2014 va esdevenir una corredora professional de New Balance.

## Biografia
D'Agostino va assistir a l'escola regional de Masconomet de Topsfield, a Massachusetts. Es va graduar a la Universitat de Dartmouth el 2014. La seva mare Donna va competir en unes proves de la universitat que es diuen UMass. Té dues germanes més joves, Lily i Julia.
El 2013 D'Agostino va esdevenir la primera atleta de la lliga d'Ivy, home o dona, en guanyar un el Campionat Nacional de Camp a Través NCAA. Després de guanyar-lo el títol del 5è NCAA a la seva carrera el 2013, va rebre ser entrenada per Mark Coogan pel campionat de running i finals trencats. Va guanyar la cursa de cross NCAA a Emma Bates per pocs segons. És la primera atleta de la lliga Ivy que guanya 7 campionats individuals NCAA. És també l'única dona que ha guanyat tant en 3000 metres com 5000 tant en exterior com en interior dues vegades, el 2013 com a jove i el 2014 com a sènior.
D'Agostino va guanyar els seus títols de la lliga d'Ivy el maig de 2014. Es va graduar amb un grau de psicologia el 2014. Abbey està interessada en ser consellera.
| Any     | Lliga d'Ivy (cross) | NCAA (cross) | Lliga d'Ivy (pista)                | NCAA (pista)             | Lliga d'Ivy (exterior)     | NCAA (exterior) |
| ------- | ------------------- | ------------ | ---------------------------------- | ------------------------ | -------------------------- | --------------- |
| 2010-11 | -                   | -            | 3000 7è                            | -                        | 5000 1r                    | 5000 3r         |
| 2011-12 | 1r XC               | 3r XC        | Milla 1r; 5000 2n                  | DMR 3r; 3000 8è          | 4x800 2n; 3000 1r; 1500 1r | 5000 1r         |
| 2012-13 | -                   | 2n XC        | 4x880 iardes 3r; 5000 1r; Milla 1r | 5000 1r; 3000 1r         | 4x800 3r; 3000 1r; 1500 1r | 5000 1r         |
| 2013-14 | 1r XC               | 1r XC        | 5000 1r; 4x800 1r; Milla 1r        | DMR 8è; 3000 1r; 5000 1r | 3000 1r; 5000 1r; 10000 1r | 5000 3r         |

## Trajectòria
El seu 5è lloc als Jocs Olímpics de 2012 en 5000 metres representa una de les millors posicions per l'equip olímpic en curses, i encara més tenint en compte que hi va haver una diferència de menys de 0.19 segons entre el tercer, el quart i el cinquè). El 2012, als 20 anys va començar a ser una persona coneguda.

### 2014
Després de graduar-se a Dartmouth el 2014, D'Agostino va guanyar un patrocini amb New Balance a Boston, Massachusetts. Continua sent entrenada per Mark Coogan amb qui ha estat set vegades campiona de l'NCAA. D'Agostino és 19a del món en els 5000 metres i 65è en els 10,000 metres. Abbey va debutar com a atleta de New Balance l'octubre de 2014 a la 24a Cpa de l'Alcalde de Boston presentada per l'Associació Atlètica de Boston, quedant quarta entre la guanyadora Rachel Hannah del Canadà i Rachel Hannah de l'Associació Atlètica de Boston Juliet Bottorf i Jen Rhines.

### 2015
Abbey va córrer el 5000 m en 15:42.79 convidada al Payton Jordan de Stanford, CA (EUA) el 2 de maig de 2015. Abbey va guanyar els 5000 metres al Hoka Un Un Adrian Martinez Clàssic amb 15:23.66 el 4 de juny. Abbey va guanyar l'ENS Roster al IAAF 2015 Campionats Mundials d'Atletisme per qualificar-se als 5000 metres amb 15:06.59 als Campionats dels EUA de 2015 en interior i exterior. El 18 de juliol, Abbey va acabar 3a amb 15:03.85 a Heusden, Bèlgica. El 27 d'agost, Abbey va acabar 23ena amb 16:16.47	als Campionats Mundials femenins d'atletisme de 5.000 metres de 2015.

### 2016
El 2 de gener, Abbey va fer el seu rècord en una cursa de 3000 metres a la Universitat de Boston amb 8:51.88 El 12 de març, Abbey D'Agostino es va col·locar segona en dones en 3000 metres amb 8:57.31 als Campionats dels EUA en camp i pista 2016 de 3000 metres. Va acabar amb un temps de 8:58.40 els 3000 metres als Campionat del Món d'atletisme en pista coberta de 2016 on fou cinquena. El 17 de juny, Abbey D'Agostino fou tercera als 5000 metres als Jocs de Boston d'Adidas de 2016 amb un temps de 15:22.29.
El 10 de juliol, Abbey va ser cinquena amb un temps de 15:14.04 a la prèvia dels Jocs Olímpics en pista i camp, i fou seleccionada per representar els EUA juntament amb Shelby Houlihan i Kim Conley a les proves d'atletisme de 5.000 metres femenins quan Molly Huddle i Emily Infeld van decidir centrar-se en els 10.000 metres. El 16 d'agost, Abbey es col·locà 30a en els preliminars d'atletisme de 2016 en 5.000 metres després d'ensopegar amb Jennifer Wenth, que va caure al seu davant quan faltaven més de dos quilòmetres per arribar. Ambdues van avançar juntes fins al final. Es va considerar que aquest fet representava l'esperit olímpic i se'ls deixà participar en la final.